# 大阪経済法科大学出版部
大阪経済法科大学出版部（おおさかけいざいほうかだいがくしゅっぱんぶ 1987年9月 - ）は、大阪経済法科大学の出版部である。
大阪経済法科大学創立16年目の1987年9月に、経済学や法学の学術書、また一般読者向けの啓蒙書の刊行を目的として創設された。現在は大学出版部協会に加盟し、刊行書籍数も100を超え、また常備寄託されている書店も、全国で50店以上ある。

## 交通アクセス
- 近鉄奈良線瓢箪山駅より近鉄バス経法大線で15分。
- 近鉄大阪線河内山本駅より大阪経済法科大学のスクールバスで15分